# قارلوجه (خداآفرین)
قارلوجه یکی از روستاهای استان آذربایجان شرقی است که در دهستان گرمادوز غربی بخش منجوان شهرستان خداآفرین واقع شده‌است. از آثار تاریخی این روستا گنبد ۸ضلعی ۸۰۰ ساله که نشان از قدمت تاریخی این روستا میباشد